# Tacacá

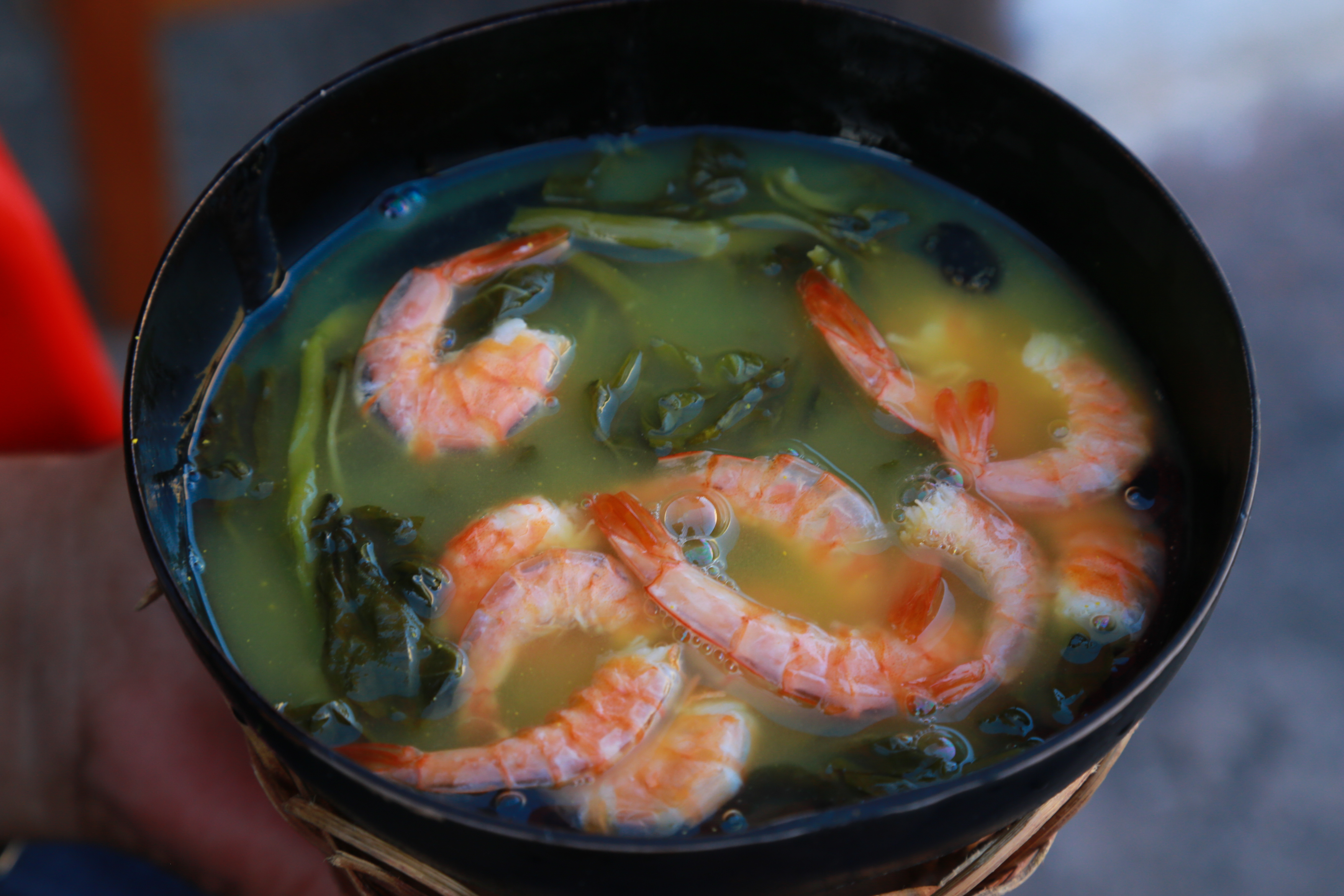

Tacacá (em nheengatu: Takaka; goma) é um prato de origem indígena típico da Região Amazônica. É amplamente degustado em diversas localidades da região Norte do Brasil, onde é comumente elaborado e consumido nos mais variados contextos culturais e gastronômicos desses estados federados.
Preparado com um caldo amarelado, chamado tucupi. Coloca-se esse caldo por cima da goma de mandioca, também servida com jambu (erva amazônica que provoca uma dormência na boca) e camarão seco. Serve-se muito quente, temperado com pimenta, em cuias. O tucupi e a fécula são resultados da massa ralada da mandioca que, após prensada para fazer farinha, resulta num líquido leitoso-amarelado. Após deixado em repouso, a fécula fica depositada no fundo do recipiente e o tucupi na sua parte superior.

## Ingredientes
Os ingredientes do tacacá podem variar conforme a localidade. Sua base, entretanto, está nos ingredientes abaixo:
- tucupi
- fécula de mandioca
- camarão seco, salgado
- jambu (Acmella oleracea)
- sal
- alho
- pimenta de cheiro

## Origem
A provável origem do tacacá está na culinária indígena. Ao que tudo indica, o prato é uma variação do mani poi, uma sopa apreciada pelos indígenas, muito antes da chegada dos europeus na região.
O primeiro escrito que se tem notícia acerca do tacacá, ocorre no século XVI pelo padre capuchinho Abbeville em sua descrição das práticas alimentares indígenas (Câmara Cascudo, 2004:  135). A palavra tacacá provém certamente do nheengatu ou língua geral, o tupi veicular da Amazônia.[carece de fontes?]
Num depoimento de junho de 1859, o médico e pesquisador alemão Robert Avé-Lallemant (1812-1884) descreve aquilo que provavelmente se trate da iguaria. O pesquisador visitou a vila de Serpa (atual Itacoatiara) e outros lugares da Amazônia, de que resultou o livro “No Rio Amazonas (1859)”, de sua autoria, traduzida em São Paulo em 1980.
Ao visitar o lago de Serpa, nos fundos da Colônia Agroindustrial, Robert Avé-Lallemant ficou encantado com a floresta, os pássaros, os macacos, a vitória-régia, o trabalho da pesca do pirarucu e das tartarugas. Conversou com alguns indígenas Mura aculturados, agricultores e cortadores de lenha para a Companhia do Amazonas, liderados por um português. Chamou-lhe a atenção um grupo de indígenas “sob uma varanda, sentadas com um bando de crianças bronzeadas, de todas as idades e na mais inocente nudez. Faziam pequenos trabalhos manuais, redes, etc., enquanto os homens gozavam do dolce far niente a que têm direito em todo o Amazonas. Arcos e flechas para pesca, arpões com as pontas móveis, anzóis, remos, etc., constituem principalmente os utensílios domésticos, tudo o mais sendo inteiramente rudimentar”.
No lago de Serpa Avé-Lallemant provou o tacacá (ele menciona o termo cacacá), qualificando-a como “a bebida nacional dos Mura”: mingau quase líquido de goma de tapioca temperado com tucupi, jambu, camarão e pimenta, que bebeu “com a maior naturalidade” achando-a “bem saborosa e nutritiva”. No dia 12 de agosto de 1859 o viajante alemão deixou Serpa, sua “última parada no Amazonas”, legando à posteridade um belo trabalho descritivo sobre a paisagem física e humana da Amazônia.
Não existem registros de que os indígenas Mura tenham residido no lado oriental da Amazônia, (Estado do Pará). Outro alemão, o etnólogo Kurt Nimuendaju (1883-1945) escreveu em 1926 que “de todas as tribos da Amazônia [a dos Mura] foi a que mais extenso território ocupou, espalhando-se das fronteiras do Peru até o Rio Trombetas”, no limite do Amazonas com o Pará. Foram moradores especialmente das bacias do Solimões, Médio Amazonas e Madeira. Por volta do ano de 1450 a.C., após se evadirem da margem esquerda do Amazonas, no interflúvio Urubu-Matari (atual Rio Preto da Eva), a noroeste da atual cidade de Itacoatiara, os Aroaqui, indígenas do grupo linguístico Arwak, foram ali substituídos pelos Mura, um grupo de língua isolada. Os Mura foram exterminados no século XVIII pelos colonizadores europeus.
O cronista que melhor reportou a etnologia da Amazônia, no século XVIII, foi o padre jesuíta João Daniel (1722-1776). Seu livro “Tesouro Descoberto do Rio Amazonas”, escrito entre 1757 e 1776, revela com riqueza de detalhes, além do trabalho missionário, os hábitos e costumes das populações indígenas e a natureza “das dilatadas margens dos rios Amazonas, Madeira, Urubu, Negro e outros”.
João Daniel pouco se refere ao Pará, quando faz menção a lugares, habitações, apetrechos de caça e pesca, culinária, vestuário, danças, instrumentos musicais, enfeites e outros assuntos referentes aos nativos — utiliza os seguintes termos: “índios do Rio Amazonas”… “tapuias do Amazonas”… povoadores do Amazonas”…; que “usam da bebida tacacá…”; que “o tucupi é um sumo venenoso extraído da raiz da mandioca”; que “cozido perde o veneno e então é servido como tempero de vários guisados e bebidas”.

## Apresentação e consumo
Serve-se em cuias. Coloca-se primeiramente um pouco de tucupi e o caldo da pimenta-de-cheiro com tucupi. Acrescenta-se a goma e arranjam-se os ramos do jambu de modo bem distribuído. Colocam-se os camarões e acrescenta-se tucupi até quase completar a cuia.
Toma-se o tacacá — não se diz comer, nem beber — levando-se os lábios até a cuia, sorvendo em pequenas quantidades o tucupi, misturado com a goma. Utiliza-se um palitinho de madeira para comer o camarão ou o jambu.
Dado que esta iguaria é servida muito quente, passou-se a usar uma pequena cesta na base da cuia - provavelmente a partir da década de 1990 — para proteger as mãos de quem consome o tacacá.
O Tacacá é mais do que uma sopa, é uma experiência sensorial e cultural única. Servido em cuias de cerâmica, aquecendo as mãos e a alma, o tacacá é um elixir amazônico feito com tucupi, o caldo amarelado e levemente ácido da mandioca brava fermentada, goma de tapioca, que confere textura aveludada, jambu, a erva mágica que provoca um tremor sutil nos lábios e na língua, e camarões secos, que adicionam um toque salgado e umami.
. 